# Tomamaeïta
La tomamaeïta és un mineral de la classe dels elements natius. Rep el nom de la localitat de Tomamae, al Japó, la seva localitat tipus.

## Característiques
La tomamaeïta és un mineral de fórmula química Cu₃Pt. Va ser aprovada com a espècie vàlida per l'Associació Mineralògica Internacional l'any 2019, sent publicada l'any 2022. Cristal·litza en el sistema isomètric.
L'exemplar que va servir per a determinar l'espècie, el que es coneix com a material tipus, es troba conservat a les col·leccions mineralògiques del Museu Nacional de la Natura i la Ciència de Tòquio (Japó), amb el número d'espècimen: nsm-47328.

## Formació i jaciments
Va ser descoberta a Tomamae, al districte homònim de la subprefectura de Rumoi (Prefectura d'Hokkaidō, Japó), en forma d'una inclusió en un gra d'un dels minerals del grup del platí. També ha estat descrita en altres localitats properes dins la mateixa subprefectura de Rumoi, així com a la propera subprefectura de Sorachi. A banda del Japó també se n'ha trobat a Rússia, a diversos indrets tant del krai de Kamtxatka com de l'óblast de Sverdlovsk, incloent el placer de Ledyanoy Creek, a la localitat de Korf, el primer indret on va ser trobada després de la localitat tipus.